# Giriyarahalli, Pandavapura
Giriyarahalli là một làng thuộc tehsil Pandavapura, huyện Mandya, bang Karnataka, Ấn Độ.